# 8260 Momcheva
8260 Momcheva este o planetă minoră (asteroid), cu un diametru de 3,876 km, din centura de asteroizi. A fost descoperită pe 23 septembrie 1984 la Naționalna astronomiceska observatoria - Rojen⁠(d) de Naționalna astronomiceska observatoria - Rojen⁠(d) și a fost numită după Ivelina Momcheva⁠(d). 
Obiectul prezintă o orbită caracterizată de o semiaxă mare de 2,1556535 UAi, o excentricitate de 0,17, o înclinație de 2,82681 ° în raport cu ecliptica.